# Vanilla phaeantha
```

```

Vanilla phaeantha, позната и као дуголиста ванила врста је рода Vanilla из породице орхидеја (Orchidaceae). Расте у дивљини на острвима Куба и Тринидад, те у јужним деловима Флориде (искључиво у округу Колијер). Природно станиште су јој мочварна подручја са надморским висинама испод 20 метара.
Листови су кожасти и равни, дужине до 15 центиметара. Цветови се формирају у гроздовима од по обично 12 цветова, а формирају се на истим пуповима као и листови. Чашични и крунични листићи цветова су зеленкасти, кожасти и крути, а при врху добијају жуту или смеђу боју. Плодови су цилиндричног облика дужине до 10 цм, и дебљине око једног центиметра.